# Jesús Landáburu
Jesús Landáburu Sagüillo, né le 24 janvier 1955 à Guardo (province de Palencia, Espagne), est un footballeur international espagnol des années 1970 et 1980 qui jouait au poste de milieu de terrain. Il a notamment joué au FC Barcelone (1979-1982) et à l'Atlético de Madrid (1982-1988).

## Biographie
Fils d'un employé de la compagnie minière de Guardo, Jesús Landáburu commence à jouer au football dans l'équipe de son village, puis au Colegio San José de Valladolid. Il rejoint ensuite le Real Valladolid.

### Real Valladolid
Landáburu débute avec le Real Valladolid en deuxième division lors de la saison 1971-1972 alors qu'il est âgé de 17 ans. Il ne joue que 4 matchs. La saison suivante, il joue 10 matchs et marque son premier but.
Il devient titulaire lors de la saison 1973-1974, joue 24 matchs et marque 6 buts.
En novembre 1974, il marque un but depuis le milieu du terrain face au CD Tenerife.
Il joue en tout 6 saisons en D2 avec Valladolid. Il est le joueur le plus important de l'équipe lors des trois dernières saisons.

### Rayo Vallecano
Le Rayo Vallecano, néo-promu en première division, recrute Landáburu en 1977. Il débute en première division au stade Ramón de Carranza face au Cadix CF. 
Avec le Rayo, sa progression est spectaculaire et il joue deux saisons à un très haut niveau. Lors de la saison 1977-1978, il joue 32 matchs et marque 6 buts. La saison suivante, il joue les 34 matchs de championnat et marque 7 buts.

### FC Barcelone
En été 1979, Landáburu signe avec le FC Barcelone. Sa première saison est la meilleure : il atteint la maturité comme joueur, il est titulaire, marque 9 buts en 34 matchs et débute avec l'équipe d'Espagne.
Lors de la saison 1980-1981, il joue 22 matchs, marque 3 buts et il remporte son premier titre : la Coupe d'Espagne, même si le Barça ne réalise pas une grande saison et termine à la cinquième place en championnat.
Pour la saison 1981-1982, le FC Barcelone compte avec un nouvel entraîneur, l'Allemand Udo Lattek qui ne fait jouer Landáburu que 5 matchs. Le club remporte la Coupe des vainqueurs de coupe, mais le futur de Landáburu est loin du Camp Nou.

### Atlético de Madrid
Il est recruté par l'Atlético de Madrid en 1982. C'est dans ce club qu'il atteint son meilleur niveau. Il est titulaire indiscutable durant six saisons (1982-1988). Il remporte deux titres sous les ordres de l'entraîneur Luis Aragonés : la Coupe d'Espagne en 1985 et la Supercoupe d'Espagne, également en 1985. 
Il est finaliste de la Coupe des vainqueurs de coupe en 1986.
Son étape avec l'Atlético se termine en 1988 lorsque le président du club Jesús Gil le licencie en compagnie de trois autres joueurs (Arteche, Quique Ramos et Quique Setién). Les joueurs dénoncent le président devant les tribunaux pour licenciement abusif et remportent le litige. Malgré cela, Landáburu décide de mettre un terme à sa carrière à l'âge de 33 ans.
En 11 saisons, il joue 302 matchs en première division et marque 54 buts.

### Équipe nationale
Jesús Landáburu joue un match avec l'équipe d'Espagne le 23 janvier 1980 au stade de Balaídos à Vigo face aux Pays-Bas (match nul 0 à 0).

## Style de jeu
Doté d'une excellente technique et d'une bonne vision du jeu, Landáburu joue habituellement au poste de milieu de terrain organisateur. Il est connu pour la précision de ses passes. Il tire aussi les corners et les coups francs.

## Études
Il partage son temps entre le football et les études universitaires. Il obtient une licence en Sciences physiques à l'Université Complutense de Madrid. Il est aussi titulaire d'un Master en ingénierie de la connaissance de l'Université polytechnique de Madrid.
Après sa carrière de footballeur, il devient consultant dans l'espace économico-financier et dans les technologies de l'information.
Il collabore par ailleurs à l'ONG Entreculturas (es), visant au développement par l'éducation dans de nombreux pays.

## Palmarès
Avec le FC Barcelone :
- Vainqueur de la Coupe des vainqueurs de coupe en 1982
- Vainqueur de la Coupe d'Espagne en 1981

Avec l'Atlético de Madrid :
- Finaliste de la Coupe des vainqueurs de coupe en 1986
- Vainqueur de la Coupe d'Espagne en 1985
- Vainqueur de la Supercoupe d'Espagne en 1985